# بنغلاديشيون
بنغلاديشيون (بالبنغالية: বাংলাদেশী) هم مواطنو ورعايا بنغلاديش، وهي دولة تقع في جنوب آسيا تتمركز في منطقة البنغال التاريخية على طول الخليج الذي يحمل نفس الاسم.

علم بنغلاديش

تشكلت الجنسية البنغلاديشية في عام 1971، عندما تم تحويل المقيمين الدائمين في شرق باكستان السابقة إلى مواطنين في جمهورية جديدة. بنغلاديش هي ثامن دولة في العالم من حيث عدد السكان. الغالبية العظمى من البنغاليين هم من البنغاليين الأصليون، وهم شعب هندي آري، وفي الغالب يكونون مسلمون. يتركز سكان بنغلاديش في دلتا البنغال الخصبة، والتي كانت مركز الحضارات الحضرية والزراعية لآلاف السنين. المرتفعات في البلاد، بما في ذلك أراضي هضبة شيتاغونغ وأجزاء من قسم سيلهيت، هي موطن لأقليات قبلية مختلفة.
المسلمون البنغاليون هم المجموعة العرقية والدينية السائدة في بنغلاديش ويبلغ عدد سكانها 146 مليون نسمة، والتي تشكل 90.4 ٪ من سكان البلاد اعتبارًا من عام 2011. تشكل الأقلية البنغالية الهندوسية ما يقرب من 8.5٪ من سكان البلاد وفقًا لتعداد 2011 يشكل المسلمون غير البنغاليين أكبر مجتمع مهاجرين. في حين أن تيبتو بورمان تشاكما، الذين يتحدثون لغة تشاكما الهندية الآرية، هم أكبر مجموعة عرقية أصلية بعد البنغاليون الهندوآرية. والسانتال الأسترو آسيويين هم أكبر مجتمع من السكان الأصليين.
يتركز الشُتات البنغلاديشي في العالم العربي، أمريكا الشمالية، كندا، والمملكة المتحدة. يحمل عدد كبير من البنغلاديشيين غير المقيمين جنسية مزدوجة في بلدان مختلفة.

## مصطلح

بنغلاديش في آسيا

بعد استقلال بنغلاديش في عام 1971، تمت الإشارة إلى البنغلاديشيين، كجنسية، بعبارات مختلفة:
- البنغلاديشيون، المصطلح الأكثر استخدامًا للإشارة إلى مواطني بنغلاديش، يأتي من بنغلاديش (يعني «بلد البنغال»)، ويمكن تتبعه إلى أوائل القرن العشرين. بعد ذلك، تم استخدام المصطلح من قبل الأغاني الوطنية البنغالية مثل نامو نامو نامو بنغلاديش مومو، وكازي نازرول إسلام، وآجي بانغلاديشر هريدوي، لرابندرانات طاغور.[39][40]
- البنغاليون، وهو اسم أجنبي للبنغاليين، واستخدم بين عامي 1972 و1978 من قبل دستور بنغلاديش لجميع مواطني بنغلاديش، على الرغم من 2٪ من السكان من غير البنغاليين الأصلية والمهاجرين. في عهد الرئيس ضياء الرحمن، تم تغيير المصطلح الدستوري إلى بنغلاديش، كجزء من الجهود المبذولة لتعزيز القومية البنغلاديشية.[41] لا يزال مصطلح «بنغالي» يستخدم للإشارة إلى شعب بنغلاديش كدولة.[42]

لا ينبغي خلط أي من هذه المصطلحات مع البنغاليين، وهو اسم المجموعة العرقية السائدة في البلاد والتي تشكل الجزء الأكبر من جميع البنغاليين.

## التركيبة السكانية
استقرت المنطقة البنغال قبل أشخاص من أصول مختلفة، بما في ذلك الهندوآريانية، درافيديون، تبتية-بورمية وأستروآسيوية النسب، مع معظم المستوطنات القديمة ترجع إلى 4000 سنة.

### البنغاليين

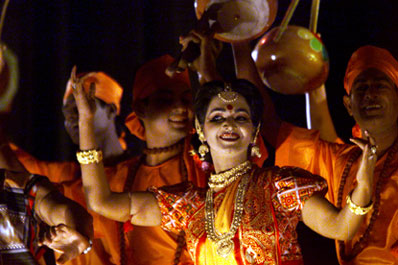
فنانون من بنغلاديش يؤدون عرضًا للرقص.

ما يقرب من 98٪ من سكان بنغلاديش هم من البنغاليين. كان شرق البنغال بوتقة انصهار مزدهرة لعدة قرون. وشهدت توليفة من الثقافات الإسلامية والشمالية الهندية والبنغالية الأصلية. يتمتع البنغاليون اليوم بتجانس ثقافي قوي مع لغة موحدة مشتركة ولهجات متنوعة.
أكثر من 90.4٪ من السكان هم من المسلمين البنغاليين (146 مليون) اعتبارًا من عام 2011. وهذا يجعل بنغلاديش ثالث أكبر دولة ذات أغلبية مسلمة في العالم بعد إندونيسيا وباكستان. يشكل المسلمون البنغاليون أيضًا ثاني أكبر مجموعة عرقية مسلمة في العالم بعد المسلمين العرب. ينتمي معظم مسلمي بنغلاديش إلى المذهب السني للإسلام. هناك أقليات مهمة من فرعي الشيعة والأحمدية. الهندوس البنغاليين هم أكبر أقلية في بنغلاديش، حيث يبلغ عدد سكانهم ما بين 12.73 مليون نسمة ويشكلون 8.54٪ حسب تعداد 2011. بنغلاديش لديها ثالث أكبر عدد من السكان الهندوس في العالم بعد الهند ونيبال. هناك ما يقدر بنحو 400,000 من المسيحيين البنغاليين و 500,000 من البوذيين البنغاليين.
يتركز السكان البنغاليون في دلتا البنغال والمناطق الساحلية من مقاطعة شيتاغونغ ووديان الأنهار في سيلهيت.

### مسلمون غير بنغاليون
يقدر أن 3 ملايين مواطن بنغلادشي هم مهاجرون مسلمون غير بنغاليين من أجزاء مختلفة من جنوب آسيا. وهم يشملون قطاعات غنية من التجار وطبقة رجال الأعمال في البلاد، ولا سيما أتباع الإسماعيلية النزارية. ومن بينهم أيضا باكستانيون محاصرون وأحفادهم. عادة ما يجيد مسلمو بنغلاديش غير البنغاليين كل من البنغالية والهندوستانية.

## مجتمع ريفي
الوحدة الاجتماعية الأساسية في القرية هي الأسرة (بوريبار أو غوشتي)، وتتألف عمومًا من أسرة كاملة أو غير مكتملة ممتدة من قبل الأب (تشولا) وتعيش في منزل (باري). غالبًا ما يتم غمر الأسرة النووية الفردية في الوحدة الأكبر وقد تُعرف باسم المنزل (الغور). فوق مستوى الباري، ترتبط روابط الأقارب الأبوية بمجموعات أكبر بشكل متتابع بناءً على علاقات حقيقية أو خيالية أو مفترضة.
وحدة كبيرة أكبر من تلك الخاصة بالأقرباء هي جمعية المنفعة الدينية الطوعية والمتبادلة المعروفة باسم «المجتمع» (شوماج أو ميلات). قد تكون صيانة المسجد ودعم الملالي من بين وظائف الشوماج. يتولى مجلس غير رسمي من شيوخ الشوماج (المطدار أو السوردار) تسوية النزاعات القروية. المنافسة الحزبية بين موتوبدارس هي دينامية كبيرة من التفاعل الاجتماعي والسياسي.
تسمى مجموعات المنازل في القرية باراس، ولكل بارا لها اسمها الخاص. تشكل عدة باراسات ماوزا، وهي الوحدة الأساسية للإيرادات ومسح التعداد. تغير الطابع التقليدي للقرى الريفية في النصف الأخير من القرن العشرين مع إضافة هياكل من الطوب لواحد أو أكثر من الطوابق المنتشرة بين أكواخ الخيزران ذات القش.
على الرغم من أن الزراعة تُصنف تقليديًا من بين أكثر المهن المرغوبة، بدأ القرويون في الثمانينيات في تشجيع أطفالهم على مغادرة الريف المكتظ بشكل متزايد للبحث عن عمل أكثر أمانًا في المدن. بدأت المصادر التقليدية للهيبة، مثل ملكية الأرض، والنسب المتميز، والتقوى الدينية في الاستعاضة عنها بالتعليم الحديث، الدخل المرتفع، والعمل الثابت. ومع ذلك، فإن هذه التغييرات لم تمنع الفقر الريفي من الزيادة الكبيرة.

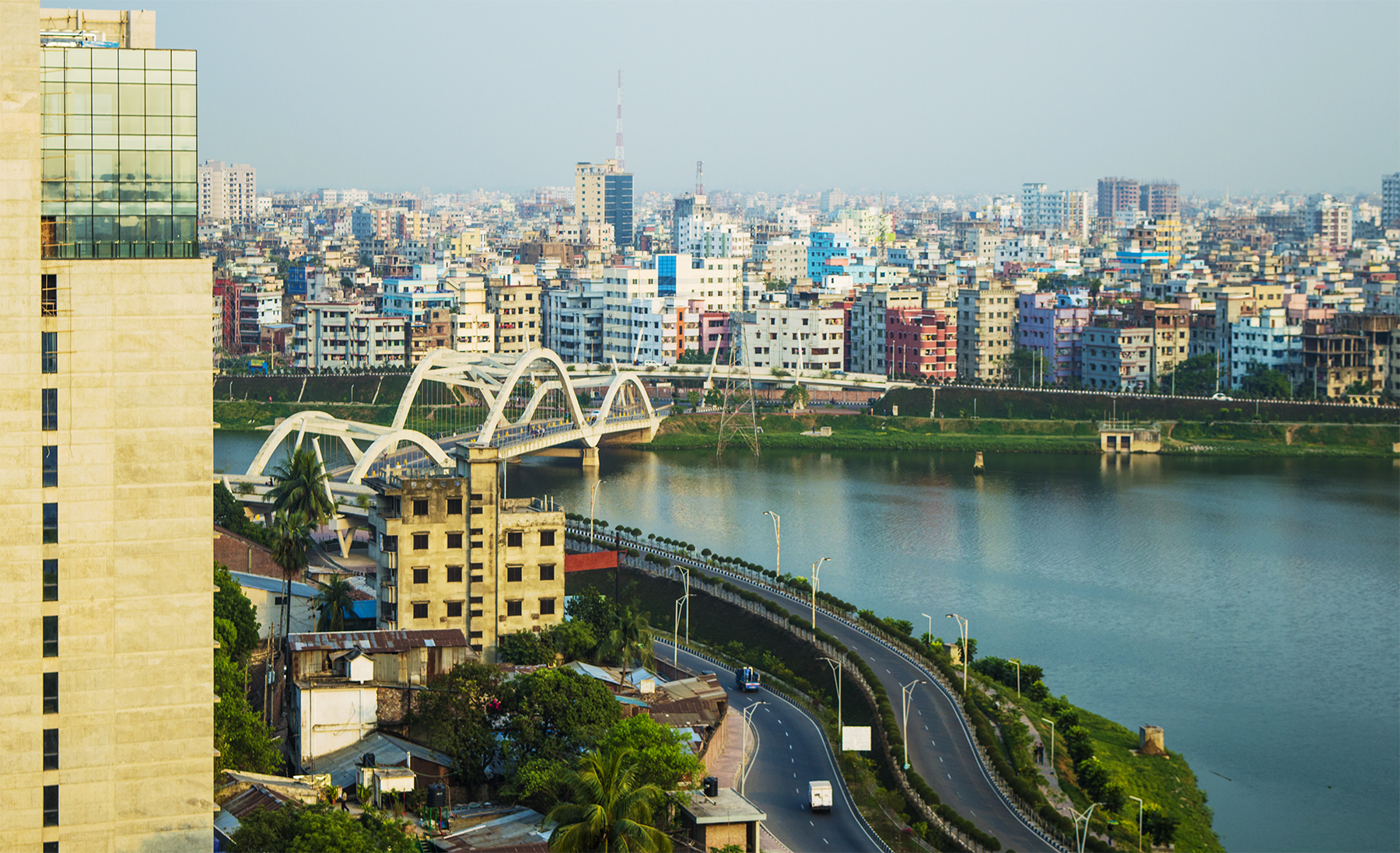
منظر لدينة دكا، أكبر مدينة في بنغلاديش وواحدة من أكثر مدن العالم اكتظاظًا بالسكان

## مجتمع حضري
في عام 2015، كان 34٪ من سكان بنغلاديش يعيشون في المدن. دكا هي أكبر مدينة في بنغلاديش وواحدة من أكبر المدن في العالم من حيث عدد السكان. وتشمل المدن الأخرى الهامة شيتاغونغ، سيلهيت، خولنا، راجشاهي، جيسور، باريسال، كوميلا، نارايانجانج وميمنسينغ. معظم المراكز الحضرية هي مدن إدارية ريفية. نمت المراكز الحضرية من حيث العدد والسكان خلال الثمانينيات نتيجة لبرنامج اللامركزية الإدارية الذي تميز بإنشاء يوبازيلات (وحدات إدارية).

## هوية
تشتهر بنغلاديش بالتعددية الثقافية داخل الأغلبية البنغالية المسلمة. كانت العلمانية البنغالية التقليدية مساهماً هاماً في مجتمع الأمة وروحها. اللغة البنغالية هي عنصر أساسي في هوية بنغلاديش. إنها لغة علمانية تطورت بين القرنين السابع والعاشر، مع أبجدية أصلية، وتوحد الناس من مختلف الأديان والمناطق. زرعت حركة اللغة البنغالية بذور القومية الباكستانية الشرقية، وبلغت ذروتها في نهاية المطاف في حرب تحرير بنغلاديش في عام 1971. منذ الاستقلال، كانت العلاقة بين الدين والدولة مثيرة للجدل. بين عامي 1972 و 1975، شهدت بنغلاديش الاشتراكية في ظل نظام برلماني علماني. أدت الانقلابات العسكرية إلى نظام رئاسي استمر ستة عشر عامًا، أعاد السوق الحرة وعزز الإسلاموية المعتدلة. في عام 1988، أصبح الإسلام دين الدولة. في عام 2010، أعادت المحكمة العليا في بنغلاديش التأكيد على مبدأ فصل الدين عن الدولة في الدستور، على الرغم من أن الإسلام لا يزال دين الدولة. تحترم الحكومة بشكل عام حرية الدين وتضمن حماية الأقليات. مناقشة أخرى حول الهوية الوطنية تتعلق بالمواقف تجاه أراضي هضبة شيتاغونغ. اندلع تمرد منخفض المستوى في المنطقة للمطالبة بالحكم الذاتي الدستوري ضد المستوطنات البنغالية. على الرغم من معاهدة السلام في عام 1997، لم تنفذ الحكومة البنغلاديشية بعد العديد من التزاماتها لحماية حقوق أراضي الأديفاسي. ومع ذلك، فإن حذف بنغالي كمصطلح جنسية لمواطني البلاد، من أجل أن يشمل الأقليات غير البنغالية، يعكس أيضًا محاولات لبناء مجتمع بنغلاديشي أكثر عالمية.

## ثقافة
تطورت ثقافة بنغلاديش بتأثيرات من مجتمعات اجتماعية متنوعة. الأديان الرئيسية في بنغلاديش هي الإسلام والبوذية والهندوسية، والتي لعبت دورًا مهمًا في التأثير على ثقافة البلاد.

### لغات

كلمة ويكيبيديا مكتوبة بالخط البنغالي

اللغة الرسمية لبنغلاديش هي اللغة البنغالية، والتي يتم مشاركتها مع الولايات الهندية المجاورة في ولاية البنغال الغربية وآسام وتريبورا. تختلف اللهجات البنغالية باختلاف مناطق بنغلاديش، لكن البنغالية القياسية هي الأكبر استخدامًا.
يعود أقدم نقش أدبي في بنغلاديش إلى القرن الثالث قبل الميلاد. تم العثور عليها في ماهاستانجاره وهي مكتوبة بخط براهمي. اللغة هي ماجادي براكريت. تطورت اللغة البنغالية من ماجادي براكريت، وهي مكتوبة من ابابرامسا، بين القرنين السابع والعاشر. شكلت ذات مرة لغة هندية آرية شرقية واحدة مع الأسامية والأودية، لكنها أصبحت فيما بعد مميزة. أصبحت لغة رسمية في سلطنة البنغال، حيث تم التحدث بها كلغة عامة رئيسية. استوعبت مفردات من العربية والفارسية والسنسكريتية. اللغة البنغالية هي اللغة العاشرة الأكثر استخدامًا في العالم. تم تحديث اللغة خلال عصر النهضة البنغالية في القرن التاسع عشر. وقد أثرت على لغات أخرى في المنطقة، بما في ذلك الشاكما، الروهينغيا، الآساميزية، الأودية، والنيبالية. الأبجدية البنغالية الأصلية المنحدرة من براهمي بمثابة النص البنغالي.
كانت حركة اللغة البنغالية في شرق باكستان حافزًا رئيسيًا لتشكيل الهوية البنغلاديشية. تحتفل اليونسكو بهذا اليوم باعتباره اليوم الدولي للغة الأم، كجزء من الجهود العالمية للحفاظ على التراث اللغوي.
بنغلاديش هي أيضا موطن لعدد من لغات السكان الأصليين أقلية، بما في ذلك السنتالية، غارو، مارما، تشاكما وبيشنويريا مانيبورية.

### ألقاب
يحمل المسلمون البنغلاديشيون عادة ولكن ليس حصريًا ألقابًا من أصول عربية وسنسكريتية وفارسية. الهندوس البنغلاديشيون لديهم ألقاب بنغالية سنسكريتية. العديد من المسيحيين البنغلاديشيين لديهم ألقاب برتغالية. البوذيون لديهم مزيج من الألقاب البنغالية والتبتية البورمية.